# Sobolew (województwo mazowieckie)
Sobolew – wieś sołecka  w Polsce, położona w województwie mazowieckim, w powiecie garwolińskim, w gminie Sobolew. Miejscowość jest siedzibą gminy Sobolew.
Administracyjnie na terenie wsi utworzono trzy sołectwa Sobolew I, Sobolew II, Sobolew III.
| SIMC    | Nazwa       | Rodzaj    |
| ------- | ----------- | --------- |
| 0688433 | Chrusty     | część wsi |
| 0688462 | Piaski      | część wsi |
| 0688479 | Podługi     | część wsi |
| 0688485 | Stefanów    | część wsi |
| 0688500 | Walerków    | część wsi |
| 0688522 | Zaprzytnica | część wsi |

1 stycznia 1990 do Sobolewa włączono wsie Milanów i Teofilów, a nazwy Milanów i  Teofilów zniesiono.

## Historia
Sobolew był wzmiankowany w I połowie XV wieku w opisie przynależności wiernych do parafii kochowskiej w diecezji krakowskiej, której centrum był kościół w Kochowie. W związku z przeniesieniem w 1681 drewnianego kościoła z Kochowa do Maciejowic, odtąd katolicy z Sobolewa należeli do parafii w Maciejowicach.
Na początku XIX wieku w Sobolewie rozpoczęło się osadnictwo żydowskie. Przy głównej ulicy powstał żydowski dom modlitwy.
W 1886 Sobolew przyłączono do parafii w Gończycach. W 1912 w miejscowości poświęcono nowy cmentarz katolicki. W okresie tym pracę duszpasterską wykonywał ks. Leon Kalinowski, a nabożeństwa były odprawiane w drewnianej kaplicy dworskiej erygowanej, w miejsce poprzednich świątyń, w 1781 przez bp. Kajetana Sołtyka. Kaplica stopniowo została rozbudowana i otoczona cmentarzem. W 1917 ks. Kalinowski utworzył prywatną szkółkę początkową, którą w 1918 upaństwowiono. 9 grudnia 1918 przyłączono obszar Sobolewa do dekanatu garwolińskiego w diecezji podlaskiej. 20 kwietnia 1919 biskup podlaski Henryk Przeździecki ustanowił parafię w Sobolewie obejmującą wsie Milanów, Nowiny, Rozalin, Stefanów, Sobolew A, Sobolew Place, Sobolew Stacja, Sobolew Folwark i Walerków Folwark. W 1926 proboszczem parafii został ks. Julian Roszkiewicz, który funkcję tę pełnił przez 21 lat, zaś w okresie II wojny światowej był kapelanem Armii Krajowej.
Według spisu powszechnego z 1921 miejscowość posiadała 976 mieszkańców, w tym 561 Żydów.
Podczas wojny obronnej we wrześniu 1939 spłonęła plebania i zabudowania gospodarcze parafii.
Od początku okupacji hitlerowskiej ludność żydowska Sobolewa poddawana była represjom ze strony władz niemieckich. 23 października 1940 umieszczono tutaj ok. 170 żydowskich rodzin z Maciejowic. W grudniu 1941 na podstawie wydanego 20 listopada 1941 przez starostę garwolińskiego dr. Karla Freundenthala zarządzenia w Sobolewie powstało getto (rejon ulic Długiej, Orlicz-Dreszera i Starego Rynku). Przyjmuje się, że w getcie znalazło się ok. 2000 osób żyjących w kilkudziesięciu domach.
Między 27 a 30 września 1942 Sobolew był puntem wywózki Żydów z terenu starostwa garwolińskiego, w tym z Sobolewa, Stoczka, Łaskarzewa, Parysowa i Żelechowa. Przetransportowano ich w celu zamordowania do obozu zagłady w Treblince. Getto w Sobolewie zlikwidowano 10 stycznia 1943. Jego mieszkańcy w zdecydowanej większości zostali wywiezieni i zabici w obozie w Treblince, kilkadziesiąt osób Niemcy rozstrzelali na miejscu. Ofiary te zostały pogrzebane pod lasem.
Istnieją świadectwa o udzielaniu przez niektórych chrześcijańskich mieszkańców Sobolewa pomocy ukrywającym się przed Niemcami Żydom. 21 marca 2017 r. Józef i Marcjanna Goławscy zostali uhonorowani przez Instytut Yad Vashem w Jerozolimie tytułem Sprawiedliwych wśród Narodów Świata za pomoc udzieloną żydowskiej mieszkańce Sobolewa Esterze Borensztajn (ur. 1932).
Niemieckie wojska okupacyjne zostały wyparte z Sobolewa przez oddziały Armii Czerwonej w lipcu 1944.
Po wojnie do Sobolewa powróciło kilku ocalałych z Zagłady żydowskich mieszkańców. Trzech z nich zostało zamordowanych.
10 marca 1946 na szosie Warszawa–Lublin, w rejonie Gończyc w pobliżu Garwolina oddział AK Mariana Bernaciaka stoczył potyczkę z oddziałem Armii Czerwonej, w której zginęło kilku żołnierzy sowieckich, jeden żołnierz polski został zabity i jeden ranny.
W latach 1975–1998 miejscowość położona była w województwie siedleckim. Przez Sobolew przebiega droga wojewódzka nr 807, która nosi nazwę ul. Kościuszki.
Miejscowość jest siedzibą rzymskokatolickiej parafii Świętej Rodziny i św. Apostołów Piotra i Pawła. We wsi znajdują się dwa kościoły: zabytkowy, drewniany kościół z XVIII wieku oraz kościół współczesny.